# Kenny Boudine
Kenny Boudine (né le 25 janvier 1973 à Paris) est un athlète français, spécialiste du triple saut. 

## Biographie
Champion de France cadet en 1990. 4ème des Gymnasiades en 1990. Second des Carifta Games en 1990 et vainqueur des Carifta Games en 1991. Champion de France junior en 1991 et 1992, ancien détenteur du record de France junior en salle du triple saut (1992), champion de France espoir en 1994 (indoor et outdoor) et 1995 (outdoor). Il remporte dans la catégorie senior deux titres de champion de France en salle du triple saut, en 1996 et 1999.
Il est éliminé dès les qualifications lors des championnats du monde 1999, à Séville.

### Palmarès
- Championnats de France d'athlétisme en salle :
  - 2 fois vainqueur du triple saut en 1996 et 1999.

### Records
| Épreuve     | Épreuve   | Performance | Lieu             | Date            |
| ----------- | --------- | ----------- | ---------------- | --------------- |
| Triple saut | Plein air | 17,05 m     | Clermont-Ferrand | 5 mai 1996      |
| Triple saut | Salle     | 16,97 m     | Paris-Bercy      | 11 février 1996 |